# Pegaso
Pegaso war ein spanischer PKW- und Nutzfahrzeug-Produzent. Es war der Markenname des 1945 gegründeten National-Unternehmens ENASA (Empresa Nacional de Autocamiones S.A.) in Madrid, das als Nachfolger des spanischen Kraftfahrzeug-Herstellers La Hispano-Suiza nach der Verstaatlichung des Werkes in Barcelona durch das Franco-Regime gegründet wurde. 1990 wurde das Unternehmen von Iveco übernommen, die den Markennamen 1994 auslaufen ließ.

## Geschichte

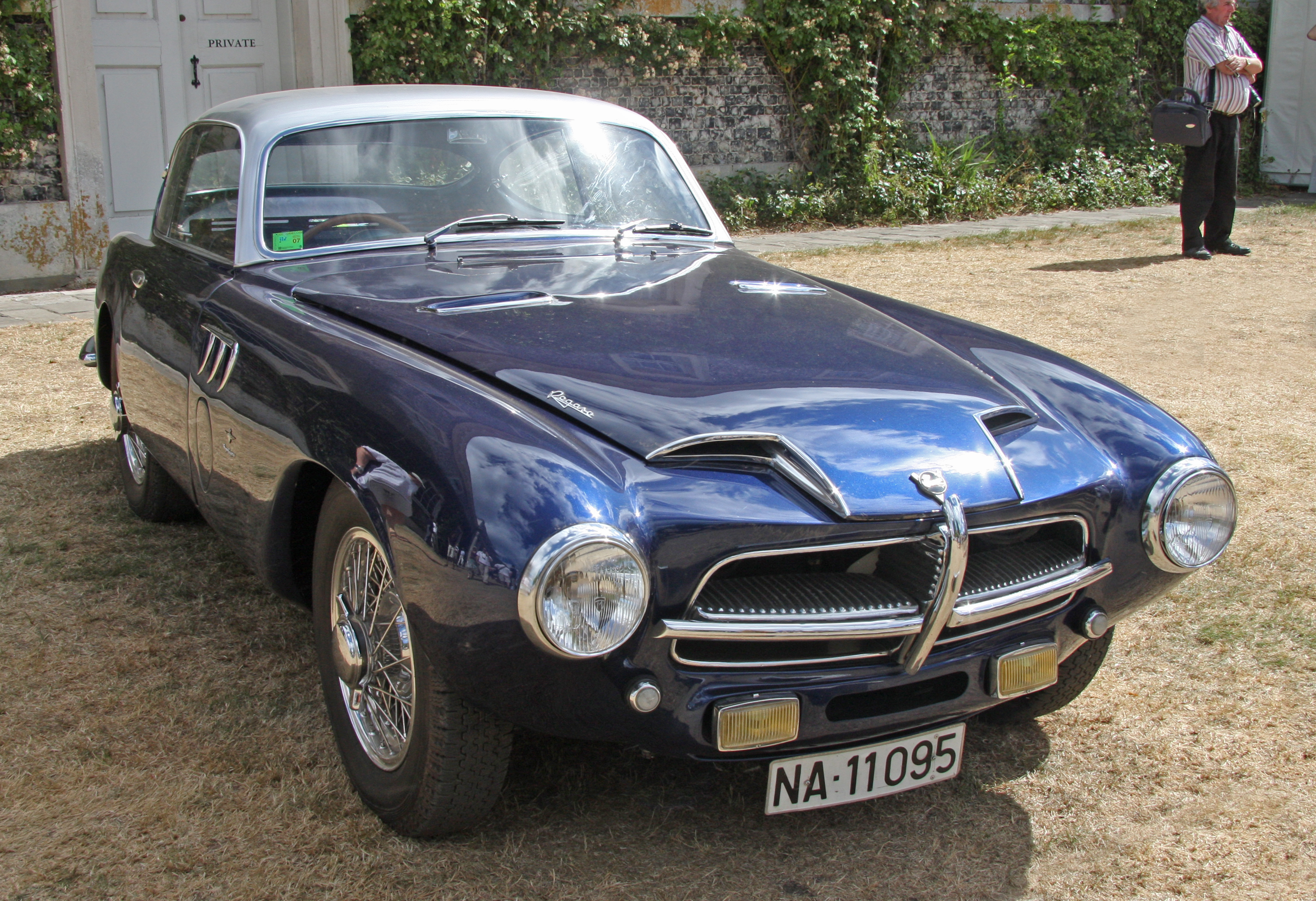
Pegaso Z-102 Coupé 1955

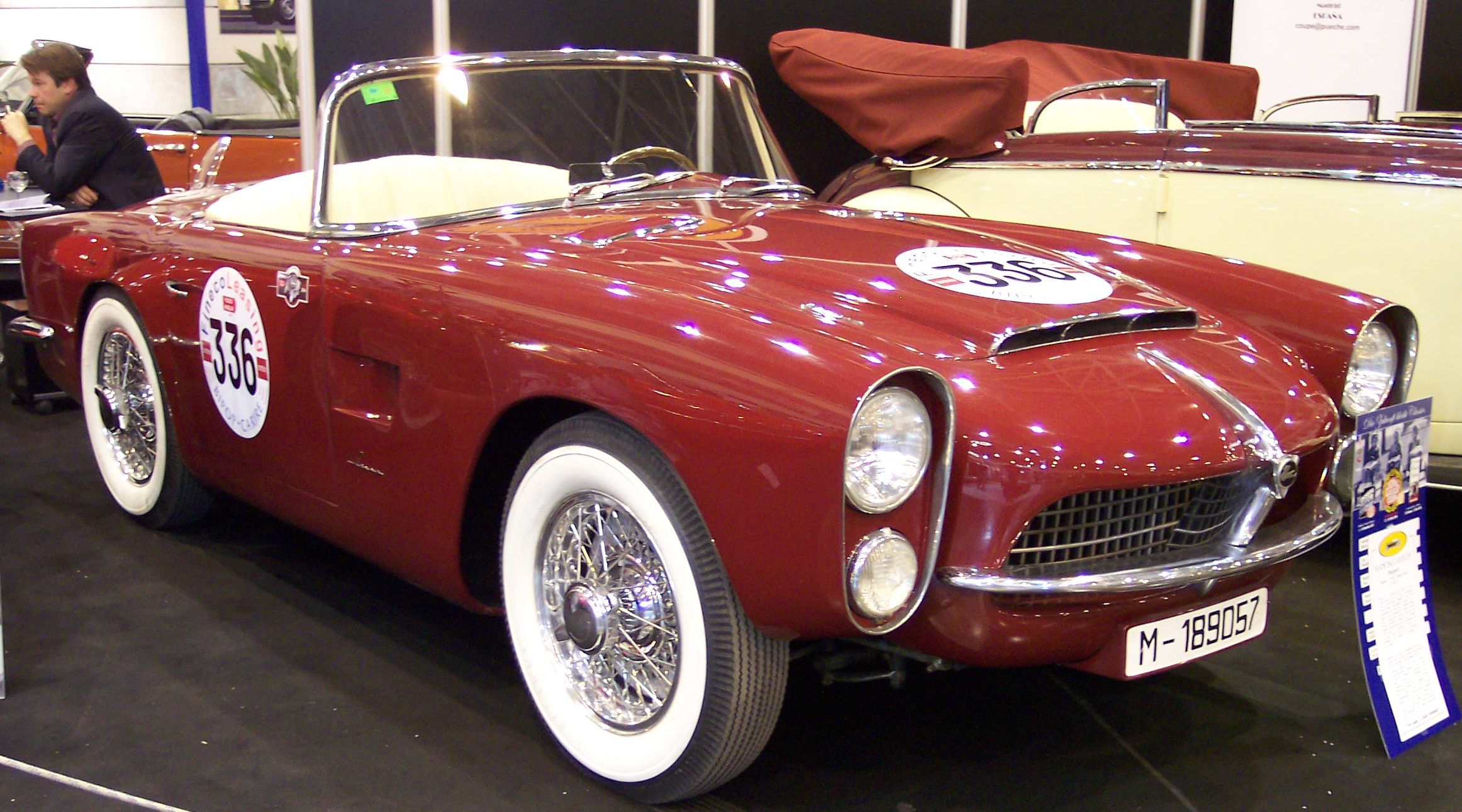
Pegaso Z-102 Cabriolet 1955

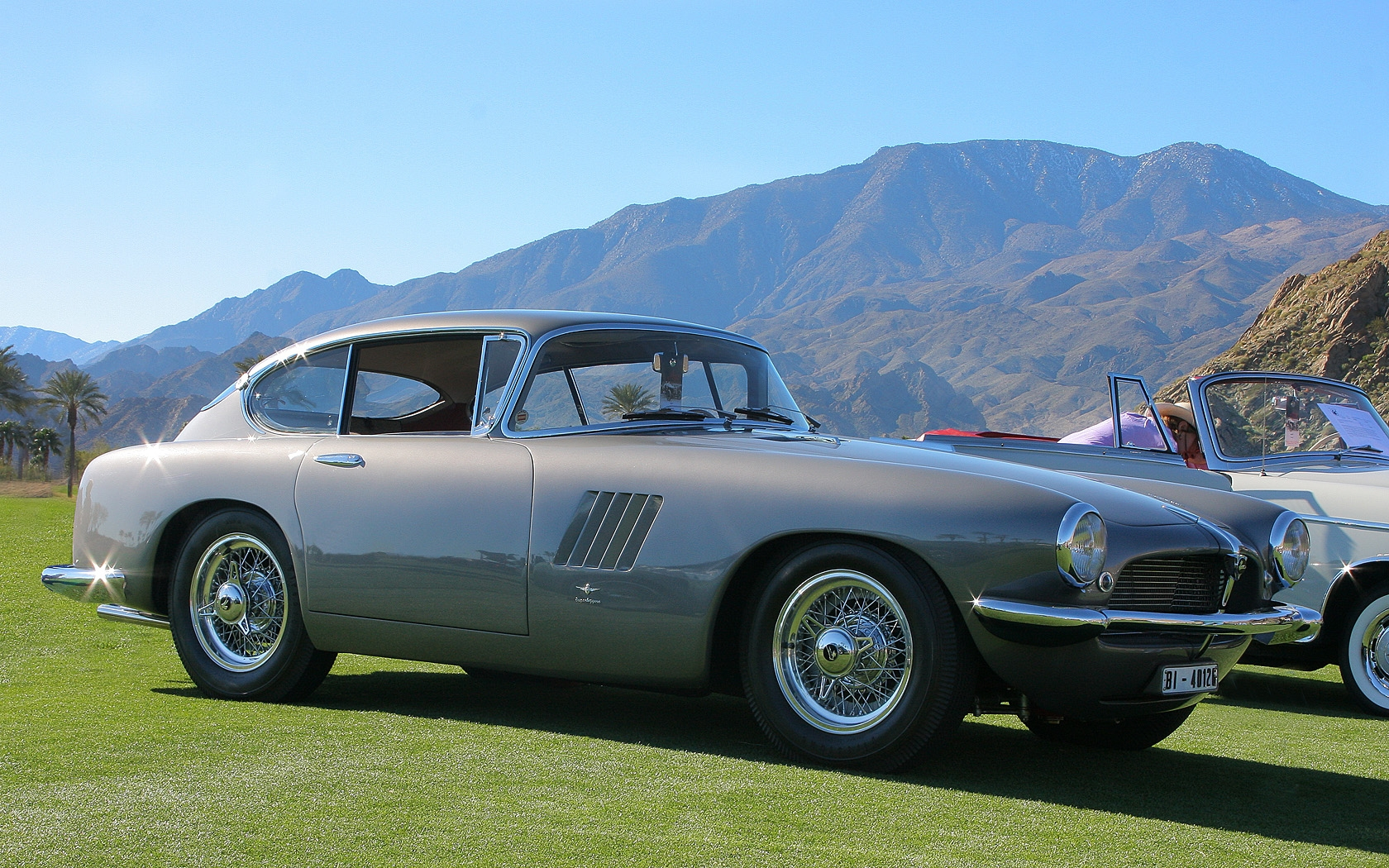
Pegaso Z-103 Touring Coupé

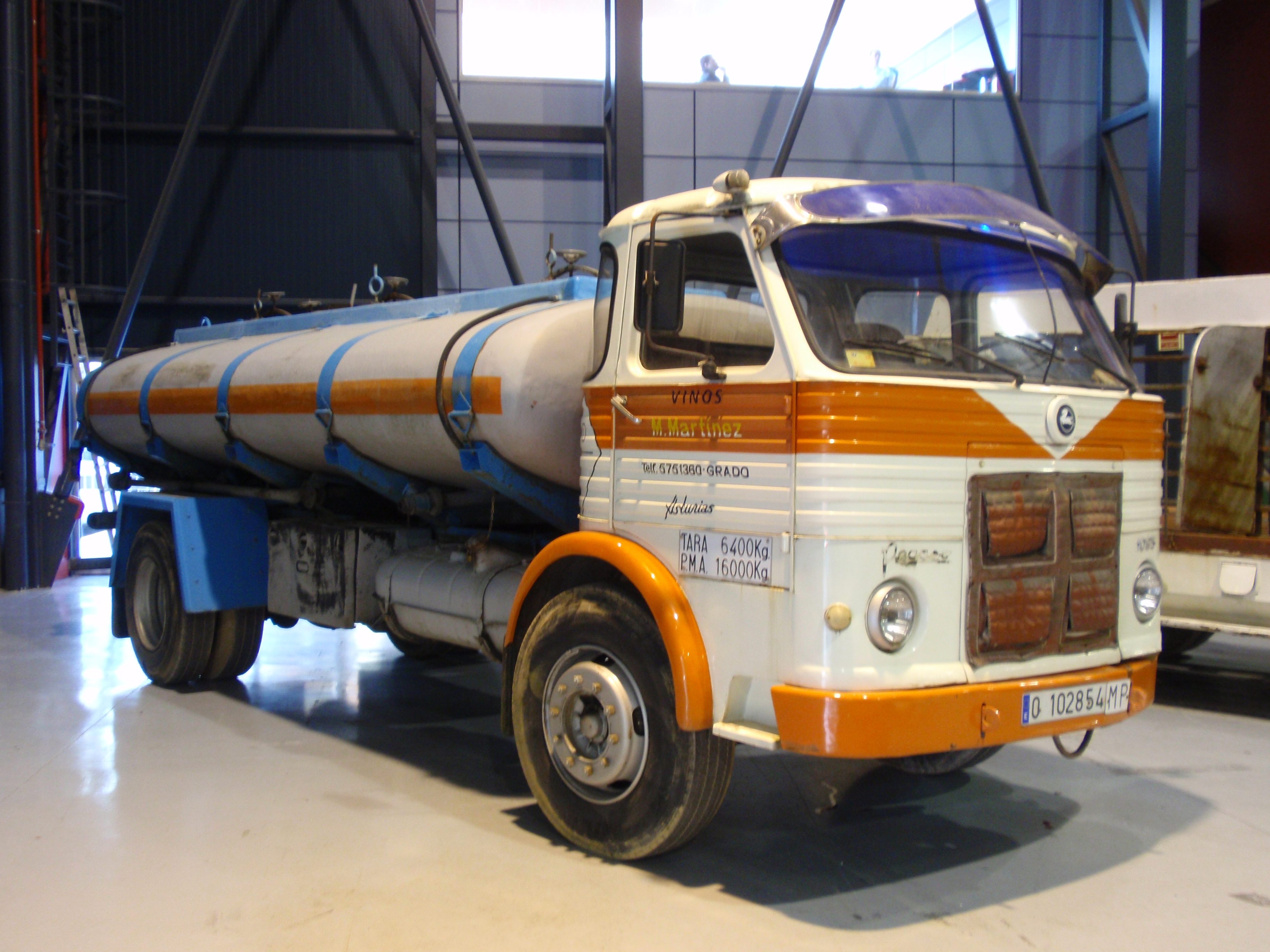
Pegaso-Lkw mit Tankaufbau

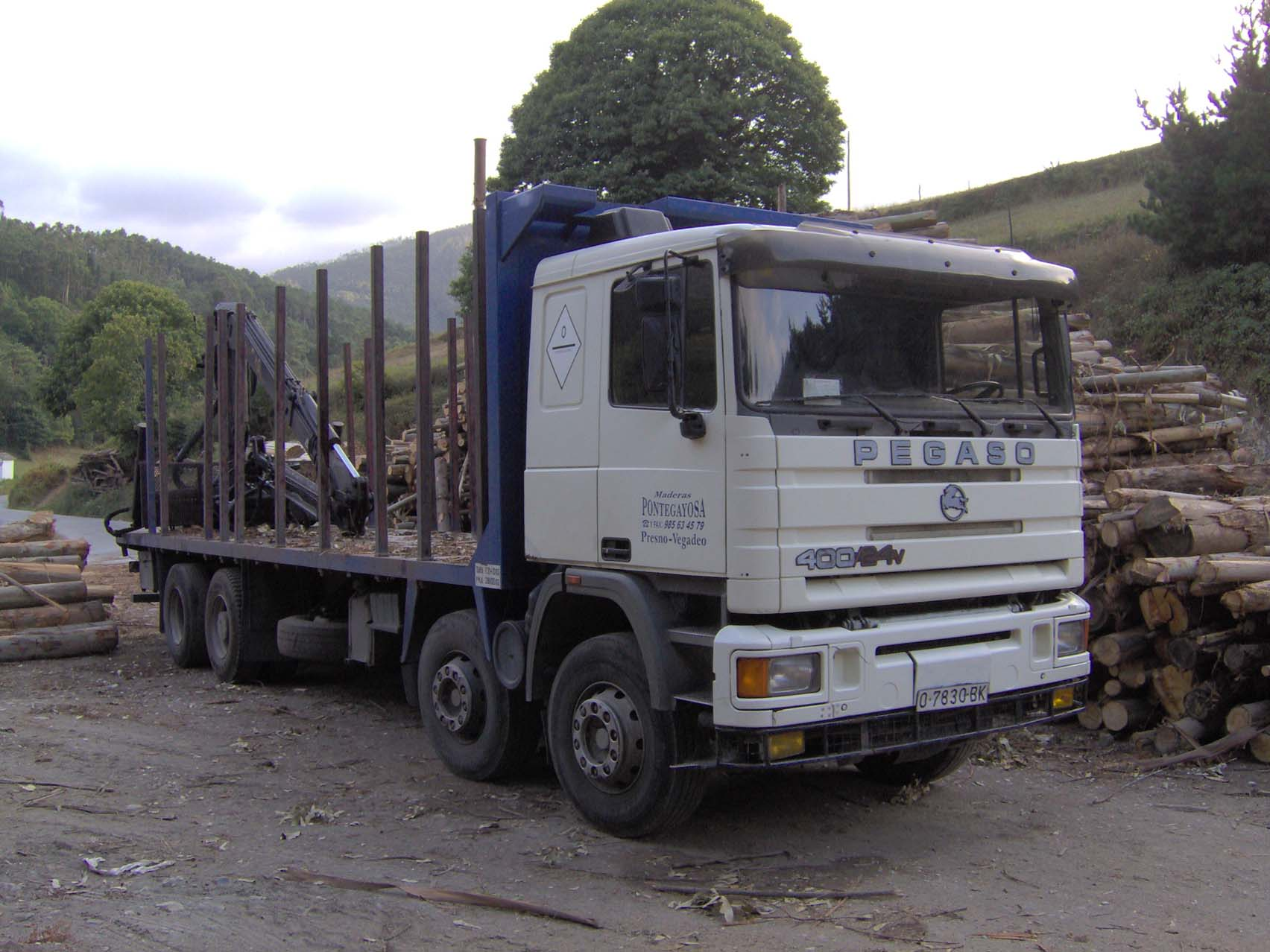
Pegaso Troner

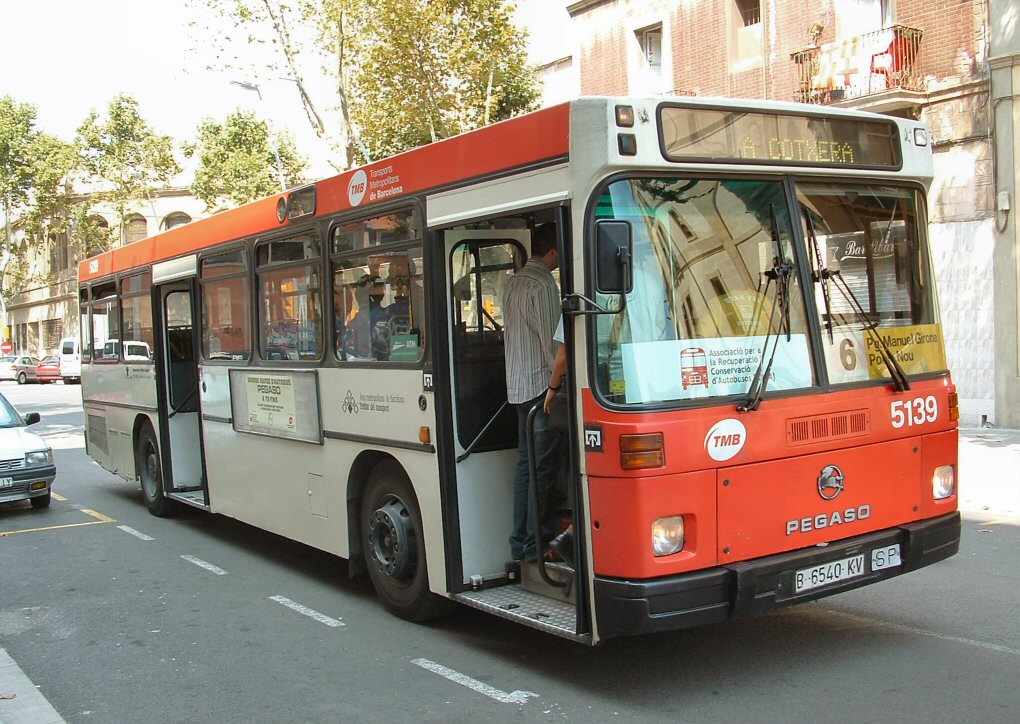
Pegaso 6420 Standard-Linienbus

Die Kraftfahrzeugproduktion von Hispano-Suiza wurde wegen des sich abzeichnenden Krieges (der ein Jahr später auch tatsächlich begann) 1938 in Paris eingestellt, aber im neutralen Barcelona noch einige Zeit weitergeführt. Nach dem Zweiten Weltkrieg wurde die Firma durch den spanischen Staatschef General Francisco Franco als Staatseigentum ENASA (Empresa nacional autocamiones sociedad anonima) weitergeführt und unter dem Markennamen PEGASO vorwiegend Nutzfahrzeuge gebaut.
Um der Marke internationale Anerkennung und den eigenen Mitarbeitern einen Ansporn zu höchster Präzision zu verschaffen, entwarf der ehemalige Motorenkonstrukteur von Alfa Romeo, der Ingenieur Wifredo Ricart, den bekanntesten Pkw der Marke, das Prestigeobjekt Pegaso Z-102, das 1951 auf dem Pariser Automobilsalon vorgestellt wurde. Dieser Sportwagen war für die 1950er Jahre fortschrittlich konstruiert, wurde aber nur knapp hundert Mal gebaut. Er hatte anfangs einen 2,5-Liter-V8-Motor mit je zwei obenliegenden Nockenwellen (DOHC), die über Zahnräder angetrieben werden, und desmodromische Ventilsteuerung ohne Ventilfedern. Außerdem wurde ein 2,8-Liter-V8-Motor mit vier Weber-Doppel-Fallstromvergasern angeboten. Auf Wunsch konnte der größere Motor auch mit einer Motoraufladung versehen werden, was die Leistung weiter steigerte. Das Coupé hatte eine De-Dion-Hinterachse; das synchronisierte Fünfganggetriebe war mit dem selbstsperrenden Differential verblockt (Transaxle) und hinter der Hinterachse eingebaut. Die Vorderräder waren einzeln aufgehängt. Dabei ähnelte kaum ein Wagen einem anderen, da die Werkskarosserien als wenig gelungen galten und sich alle namhaften Karosseriebauer förmlich darum rissen, die Sportwagen dieses Herstellers zu gestalten.
Der Pegaso-Sportwagen galt in seiner ersten Ausführung Z-102 nach dem Urteil zeitgenössischer Experten und Tester als fortschrittlicher Wagen, wenn auch mit gewissen Entwicklungsmängeln (etwa bei Lenkung und Schaltung), der aber dennoch in jedem Falle sehr leistungsfähig war und selbst in seiner einfachsten Ausführung über 200 km/h lief.
Der Z-102 kam auch in kleinerem Umfang im Motorsport zum Einsatz und konnte einige Rennen für sich entscheiden. Die Versionen mit Kompressor zählten mit bis zu 265 kW (360 PS) und einer Höchstgeschwindigkeit von über 250 km/h zu den schnellsten Sportwagen ihrer Zeit.
Ab 1955 wurde der Nachfolge-Typ Z-103 vorgestellt, ebenfalls mit V8-Motor, jedoch zum Teil vergrößert und in vereinfachter Ausführung mit hängenden-Ventilen und einer zentralen Nockenwelle im Motorblock. Der Hubraum reichte hier je nach Variante von 2.816 bis 4.780 cm³; auf Wunsch war wiederum ein Kompressor erhältlich. Ab 1957 wurden exklusive Cabriolets mit 3,2- und 4,5-Liter-Motoren beim einheimischen Karosseriebauer Serra gebaut.
Einige Experten kritisierten, dass Ricart statt der V8- besser gleich V12-Motoren für die Sportwagen hätte konstruieren sollen, um erfolgreicher mit Ferrari konkurrieren können. Jener Firma also, die seinem Widersacher Enzo Ferrari gehörte, der Alfa Romeo 1939 nach Differenzen mit Ricart verlassen hatte. Ricart parierte dieses Argument mit Hinweis darauf, dass ein V12-Motor den eher kleinen Sportwagen zu kopflastig hätte werden lassen und er einen möglichst optimalen Kompromiss aus Leistung und Fahreigenschaften anstrebte. Dennoch muss trotz des plausiblen Konstruktionsprinzips festgestellt werden, dass der Pegaso gegenüber Ferrari auf der internationalen Bühne wegen des V8-Motors etwas im Nachteil war, denn die Italiener bauten seit 1945 Rennwagen mit V12-Motoren, die bereits Weltruhm erlangt hatten.
Wegen der bescheidenen Verkaufszahlen, nicht zuletzt wegen des sehr hohen Preises, wurde 1958 die Pkw-Produktion aufgegeben. Kurz darauf wurden auf persönliche Anordnung von Franco die Fertigungsanlagen demontiert und verschrottet. Insgesamt wurden vom Pegaso-Sportwagen in allen Ausführungen nur etwa 86 Exemplare gebaut (nach anderen Quellen ca. hundert).
Pegaso konzentrierte sich seitdem nur noch auf die Hauptaufgabe der ENASA, die Produktion von Nutzfahrzeugen, die dank des lange abgeschotteten spanischen Marktes und der dortigen Zulassungsvorschriften sich zunächst auf die Produktion von Pritschenwagen und Kippern beschränkte. Die 1000er Serie der Frontlenker-Lkw mit geteilter Frontscheibe hatte bereits 1963 160 PS (118 kW) aus einem Reihensechszylindermotor. Dabei kam es zu eher ungewöhnlichen Lkw-Modellen (zumindest im Vergleich zu anderen Ländern) von besonderer Länge mit zwei gelenkten Vorderachsen und einer oder zwei angetriebenen Hinterachsen, da Sattel- und Gliederzüge bis in die 1980er Jahre auf Spaniens Straßen weitgehend unbekannt waren. Außerdem gehörten Omnibusse zum Lieferprogramm. Später kamen noch Lieferwagen/Kleintransporter von SAVA hinzu.
Pegaso stellte seit den 1950er Jahren auch diverse Militärfahrzeuge für die Spanische Armee her, darunter Lkw und Panzerwagen mit Allradantrieb. In den 1960er Jahren beteiligten sich die britischen Leyland Motors an Pegaso, doch der Erfolg stellte sich nicht ein. Ein Jahrzehnt später, in den 1970er Jahren, beteiligte sich deren niederländischer Partner, der Nutzfahrzeug-Hersteller DAF an Pegaso, doch auch er hatte damit keinen größeren Erfolg. Anfang der 1980er Jahre hatte International Harvester (IHC) einen 35-%-Anteil. 1984 übernahm die ENASA den britischen Nutzfahrzeughersteller Seddon Atkinson, vorher ebenfalls ein IHC-Tochterunternehmen.
Ende der 1980er Jahre wurde Pegaso nach dem Vorbild von SEAT zur Privatisierung vorgesehen. Aufgrund einer Kooperation von MAN mit Pegaso bei der Produktion eines leichten Lkw und eines Linienbusses bewarb sich MAN um die Übernahme. Doch letztlich erwarb im Jahr 1990 IVECO, das Lkw- und Omnibus-Tochterunternehmen von FIAT, die ENASA und führte Pegaso als eigene Marke von IVECO in Spanien fort. Für die spanische Armee, Feuerwehr usw. wurde die 265 kW (360 PS) starke EuroTech-Serie mit einem Reihensechszylinder mit Turbolader angetrieben, die auch fast baugleich in einem Zweigwerk in Venezuela produziert wurde.
Am 12. Juli 1994 wurde mit dem Produktionsende des Pegaso Troner die letzte eigenständige Pegaso-Konstruktion und zugleich auch der Markenname Pegaso eingestellt; seitdem wird auch in Spanien nur noch die Marke Iveco verwendet.

## Bekannte Fahrzeuge

### Pkw
- Z-102
- Z-103

### Omnibusse
- Pegaso 5023/5024, Überlandbus mit Heckmotor
- Pegaso 5030, 5064, 5081, Bus-Chassis mit Frontmotor und Blattfederung
- Pegaso 5036S, mit Luftfederung
- Pegaso 5117, 5123, Reisebus-Chassis mit Frontmotor
- Pegaso 5317, Midibus
- Pegaso 6038, 11½-m-Stadtbus
- Pegaso 6100S, Reisebus
- Pegaso 6420, Standard-Linienbus (Lizenzbau des MAN SL 200)

### Lkw
- Pegaso I „Mofletes“
- Pegaso II Z-203
- M-3
- Z-207 „Barajas“
- Z-201 (6x2 mit zwei gelenkten Vorderachsen)
- Comet
- T-1
- Tecno
- Troner
- Z-201

### Militärfahrzeuge
- M-3
- BMR

## Produktionszahlen ENASA Pegaso
|                                | Jahr | 1970 | 1971 | 1972   | 1973   | 1974   | 1975   | 1976   | 1977   |
| ------------------------------ | ---- | ---- | ---- | ------ | ------ | ------ | ------ | ------ | ------ |
| Lastwagen alle Gewichtsklassen |      |      |      |        | 20.275 | 23.326 | 20.912 | 17.510 | 18.137 |
| Lastwagen über 3 t             |      |      |      | 10.888 | 14.025 | 15.710 |        |        |        |
| Lastwagen über 6 t             |      |      |      |        | 12.089 | 13.838 | 11.638 | 8.327  | 9.088  |

 Quelle: